# 松川村 (島根県)
松川村（まつかわむら）は、島根県那賀郡にあった村。現在の江津市の一部にあたる。

## 地理
- 河川：江川[1]、都治川[2]、太田川[1]
- 山岳：室上山[3]

## 歴史
- 1934年（昭和9年）4月1日 - 那賀郡松山村と下松山村が合併して松川村を新設[4][5]。
- 1954年（昭和29年）4月1日 - 那賀郡江津町、都野津町、川波村、二宮村、跡市村、浅利村、川平村、江東村と合併し、市制施行し江津市を新設して廃止された[4][5]。